# تیم ملی بسکتبال مردان میکرونزی
تیم ملی بسکتبال میکرونزی نماینده ایالات  فدرال میکرونزی در مسابقات بین‌المللی است.